# Bengt Westfelt
Bengt Anders Westfelt, född 31 augusti 1923 i Stockholm, död 10 februari 2008 i Johannes församling i Stockholm, var en svensk filmfotograf.
Westfelt är gravsatt i minneslunden på Råcksta begravningsplats. Han var gift med sminkösen Gullan Westfelt, son till filmfotografen Ragnar Westfelt och bror till filmfotografen Gunnar Westfelt. 

## Filmfoto i urval
- 1981 - Historien om Wasa
- 1962 - Svenskt militärflyg 50 år 1912-1962
- 1955 – Kärlek på turné
- 1954 - Gula divisionen (flygfoto)
- 1953 - Mästerdetektiven och Rasmus
- 1950 - Södrans revy